# Saussurea pulchella
Saussurea pulchella là một loài thực vật có hoa trong họ Cúc. Loài này được (Fisch.) Fisch. miêu tả khoa học đầu tiên năm 1834.